# R (ロード) 指定
『R（ロード）指定』（ロードしてい、括弧内文字も番組名込み）は、2004年4月12日から同年6月28日までテレビ愛知で放送された音楽番組。全10回。放送時間は毎週月曜 26:28 - 26:58 (JST) 。

## 概要
毎回中京圏を拠点に活動するストリートミュージシャンやパントマイムグループなどを紹介していた深夜番組である。番組の放送中、画面右下には常に「R指定」と書かれたテロップが表示されていた。
番組は主に、彼らが名古屋市中心街で行う路上ライブの模様や、ディスクステーション共和店で行うインストアライブの模様などを収めたVTRを放送していた。2004年6月3日には、名古屋市中区栄のオアシス21で公開録画ライブを実施。放送第9回および最終回では、その模様を収めたVTRを2週にわたって放送した。

## 出演者
2012年時点でも公式サイトや過去のインタビュー記事などが現存する者のみを挙げる。

### 司会
- 戸井康成
- Ke:Ko

### 出演アーティスト
- 安穂野香（第4回）
- SOULFUL STRUT（第5回、第9回）
- ロコモコボンゴ!（第5回、第9回）
- Prinus（第7回、最終回）
- 山中裕貴也（第8回）
- PUPPETION（最終回）
- brother chip（最終回）
- ほか

## エンディングテーマ
- 恋してるんじゃナイ? （大竹香織）

## 番組イベント
- R（ロード）指定 ドリーマーライブ
  - 開催会場 - オアシス21 銀河の広場
  - 開催日時 - 2004年6月3日 17:30 - 21:30
  - 放送日 - 2004年6月21日（第9回）、同年6月28日（最終回）